# Gazprom
Gazprom (rusko:Открытое Акционерное Общество «Газпром», OAO Gazprom je največji proizvajalec zemeljskega plina na svetu. Je ena izmed največjih družb na svetu. Gazprom je akronim iz ruske besede Газовая промышленность - plinska industrija. Sedež ima  v Moskvi v distriktu Čerjomuški.. Družba je bila ustavonljena leta 1989, ko se Ministrstvo za plin prestrukturiralo. Družba je bila pozenje privatizirana, vendar ima glavno besedo še vedno vlada.
Leta 2011 je družba proizvedla 513,2 milijard kubičnih metrov zemeljskega plina (1 m3 ima kurilno vrednost približni 1 litru bencina), kar je 17% svetovne proizvodnje. Poleg tega je proizvedla še 32,3 milijonov ton nafte in 12,1 ton naftnega kondenzata. Gazprom prispeva okrog 8% ruskega BDP.
Večina proizvodnih objetkov Gazproma je v zalivu Ob v Zahodni Sibiriji, Jamalo-Nenec okrožje. Jamalski polotok bo v prihodnosti najverjetneje glavno proizvodno področje. Gazprom ima v lasti največjo mrežo cevovodov z 158 200 kilometri. Glavni novi cevovodi so Severni tok in Južni tok.
Gazprom ima v lasti več podružnic v različnih industrijah: finance, mediji, letalstvo. Poleg tega ima v lasti večino delnic nekaterih podjetij. Leta 2020 je ustanovil športni klub ZFK Zenit Sankt Peterburg.

## 1989-1992
V 1970ih in 1980ih so odkrili velike rezerve zemeljskega plina v Sibiriji, na Uralu in v regiji Volga. To je omogočilo Sovjetski zvezi, da je postala eden glavnih proizvajalcev zemeljskega plina. Raziskovanje, razvoj in distribucijo je nadzorovalo Ministrstvo za plin, ki je bil ustanovljeno leta 1965 in je delovalo po principu centralnega planiranja. 
Avgusta 1989 se je pod vostvom Viktorja Černomirdina preoblikovalo v državni podjetje Gazprom, prvo take vrste podjetje v državi. Glavno besedo je imela vlada.
Ko je Sovjetska zveza razpadla konec leta 1991, so se državne lastnine preoblikovale v manjša narodna podjetja kot Ukrgazprom in Turkmengazprom. Gazprom je dobil ruski del in je tako ustvaril monopol. Naftna industrija se je razdelila v več manjših družb.